# Murcia Cobras 2016
Questa voce raccoglie le informazioni riguardanti i Murcia Cobras nelle competizioni ufficiali della stagione 2016.

## LNFA Serie A 2016

### Stagione regolare
Incontri non ordinati cronologicamente.

| 2016 | Murcia Cobras | 30 – 0 | Gijón Mariners |  |

| 2016 | Mallorca Voltors | 6 – 16 | Murcia Cobras |  |

| 2016 | Gijón Mariners | 14 – 15 | Murcia Cobras |  |

| 2016 | Murcia Cobras | 32 – 0 | Granada Lions |  |

| 2016 | Granada Lions | 0 – 14 | Murcia Cobras |  |

| 2016 | Murcia Cobras | 9 – 3 | Mallorca Voltors |  |

### Playoff
| Murcia 21 maggio 2016 | Murcia Cobras | 27 – 7 | Gijón Mariners |  |

| Murcia 4 giugno 2016 | Murcia Cobras | 10 – 8 | L'Hospitalet Pioners |  |

## Statistiche di squadra
| Competizione      | %Vittorie | In casa | In casa | In casa | In casa | In casa | In casa | In trasferta | In trasferta | In trasferta | In trasferta | In trasferta | In trasferta | Totale | Totale | Totale | Totale | Totale | Totale |
| Competizione      | %Vittorie | G       | V       | N       | P       | Pf      | Ps      | G            | V            | N            | P            | Pf           | Ps           | G      | V      | N      | P      | Pf     | Ps     |
| ----------------- | --------- | ------- | ------- | ------- | ------- | ------- | ------- | ------------ | ------------ | ------------ | ------------ | ------------ | ------------ | ------ | ------ | ------ | ------ | ------ | ------ |
| Stagione regolare | 1.000     | 3       | 3       | 0       | 0       | 71      | 3       | 3            | 3            | 0            | 0            | 45           | 20           | 6      | 6      | 0      | 0      | 116    | 23     |
| Playoff           | 1.000     | 2       | 2       | 0       | 0       | 37      | 15      | 0            | 0            | 0            | 0            | 0            | 0            | 2      | 2      | 0      | 0      | 37     | 15     |
| Totale            | 1.000     | 5       | 5       | 0       | 0       | 108     | 18      | 3            | 3            | 0            | 0            | 45           | 20           | 8      | 8      | 0      | 0      | 153    | 38     |